# هوارد مارش
هوارد مارش (بالإنجليزية: Howard Marsh)‏ هو مغني أمريكي، ولد في 1888، وتوفي في 1969.

## روابط خارجية
- هوارد مارش على موقع قاعدة بيانات برودواي على الإنترنت (الإنجليزية)